# Meritamon
Meritamon (fl. XIII secolo a.C.) è stata una regina egizia, figlia di Nefertari e di Ramses II.

## Vita
Meritamon appare come la quarta figlia nell'elenco delle figlie di Abu Simbel e aveva almeno quattro fratelli: Amun-her-khepeshef, Pareherwenemef, Meryre e Meryatum, oltre a una sorella di nome Henuttawy. Meritamon potrebbe aver avuto più fratelli e sorelle, ma questi cinque sono quelli conosciuti dalla facciata del tempio della regina Nefertari ad Abu Simbel.

## QV68

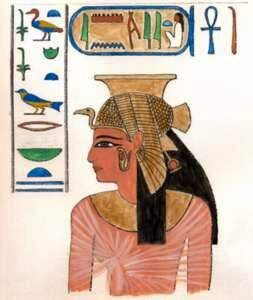
La regina Meritamen come raffigurata in QV68. Dipinto su disegno di Lepius.

Meritamon fu sepolta nella tomba identificata come QV68, nella Valle delle Regine.
La tomba di Meritamon fu descritta da Lepsius. Una scena interessante nella tomba la mostra intenta ad offrire scatole di stoffa a Osiride e Hathor. Le iscrizioni identificano la regina come "Osiride, figlia del re, grande moglie reale, signora di entrambe le terre, Merytamon, possa lei vivere". il testo prosegue con " le porta una scatola di vestiti, per l'eternità; consacri la scatola di vestiti tre volte".
Il coperchio del sarcofago è ora a Berlino (inv. 15274). I titoli di Meritamon sul coperchio del sarcofago sono riportati due volte. In testa è descritta come: "Figlia del Re, Grande sposa reale, Signora di entrambe le Terre, Merytamon, giustificata". Sopra la testa è descritta come: "Osiride, la figlia del re da lui amata, la grande sposa reale, la signora di entrambe le terre, Merytamon, giustificata".

## Galleria d'immagini

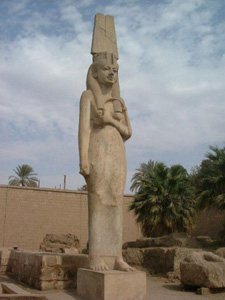
Statua di Meritamen ad Akhmim
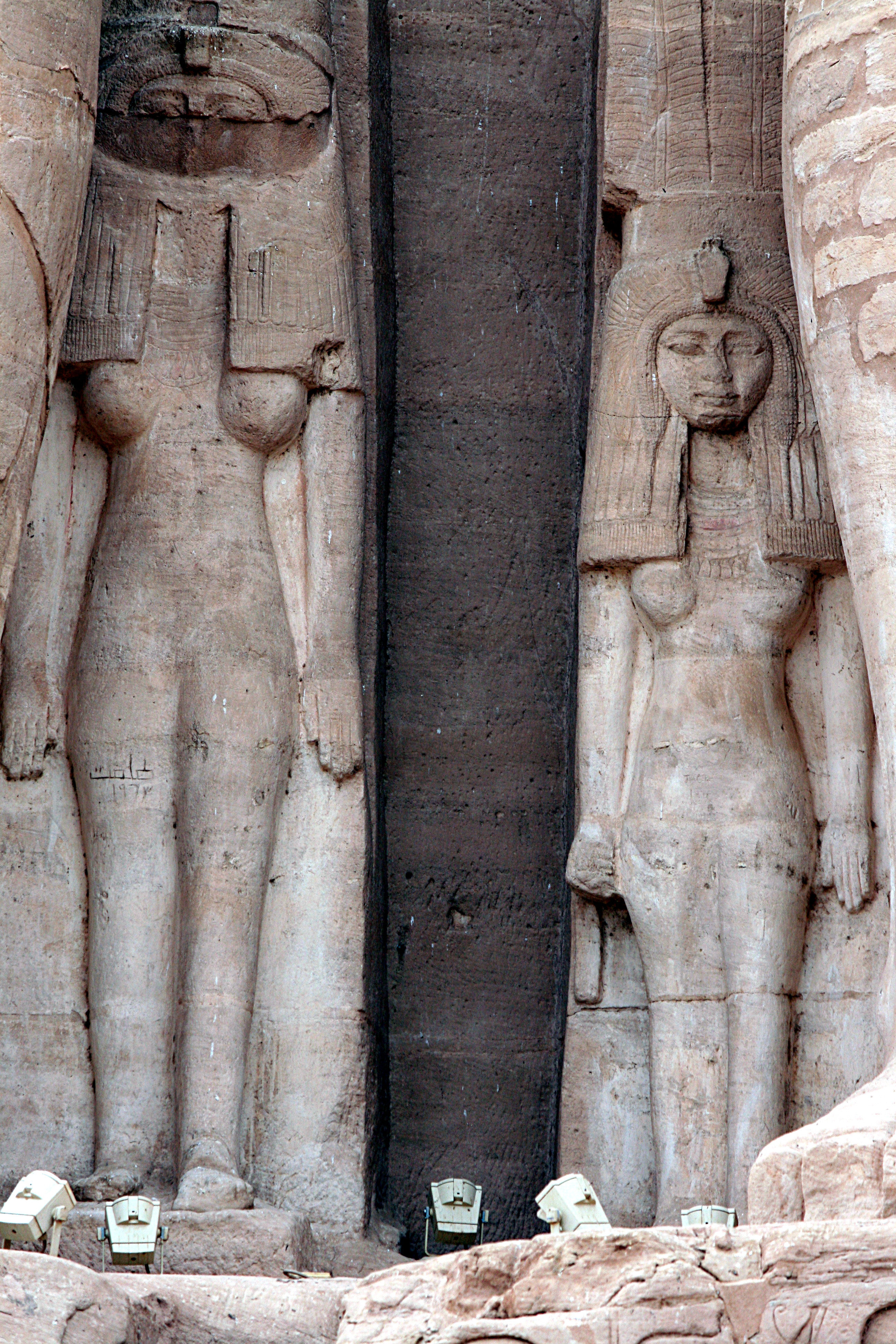
Statue della regina Meritamen e di sua sorella Baketmut; Sulla destra si può vedere la regina Meritamen
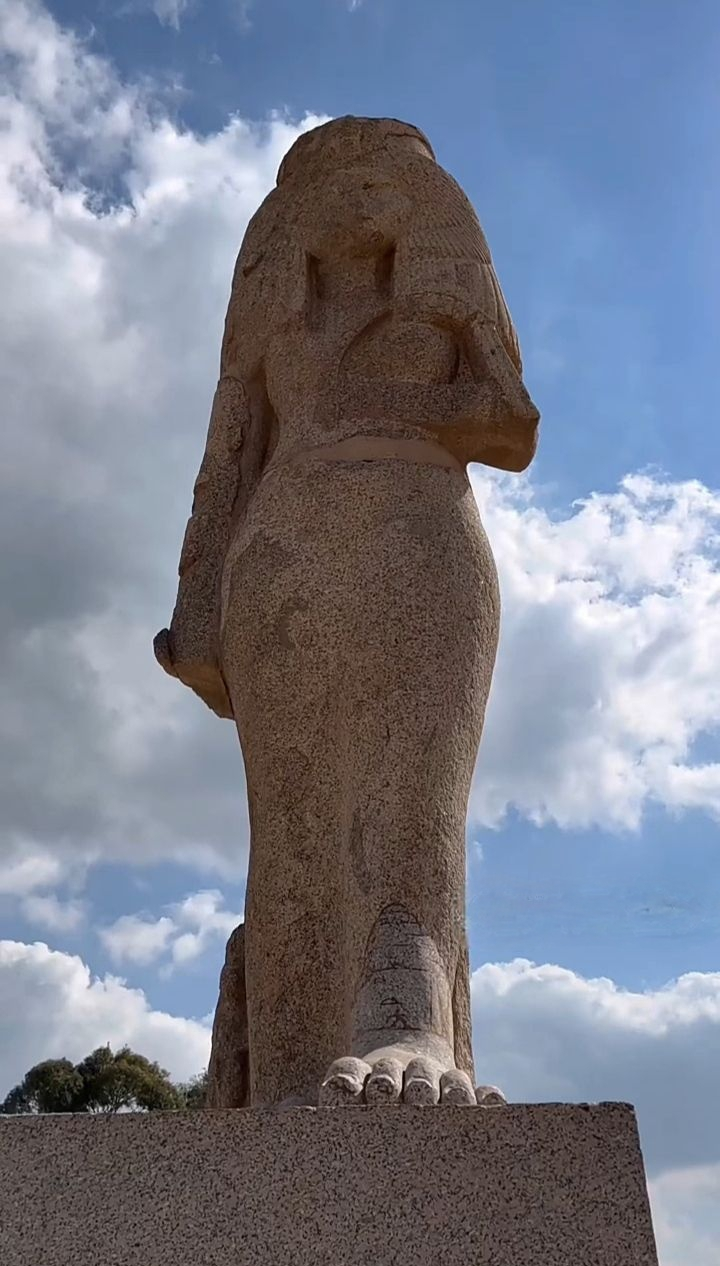
Statua di Meritamen a Zagazig.
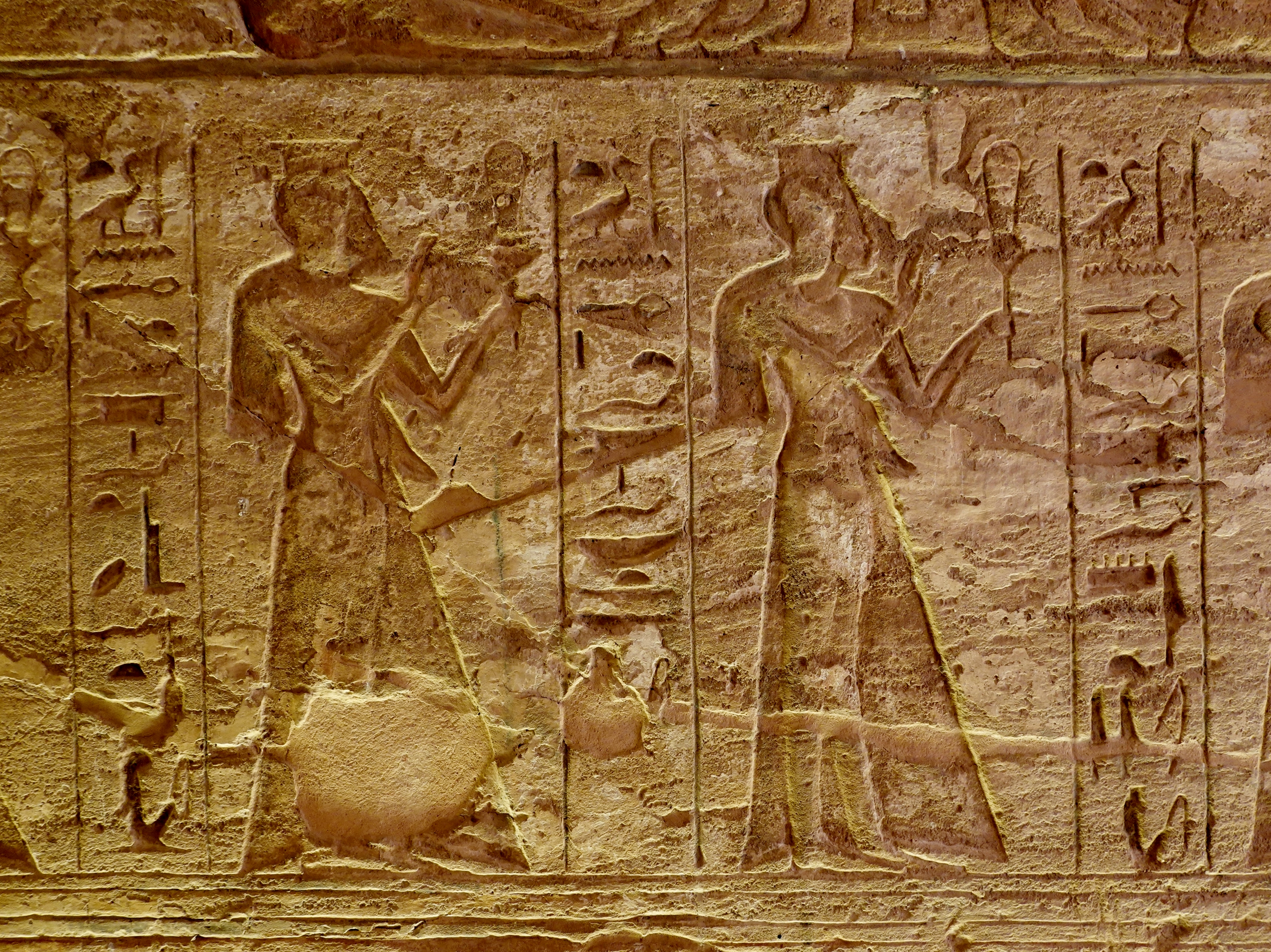
La regina meritamen nel corteo delle figlie